# António Nunes Ribeiro Sanches
Pour les articles homonymes, voir António Ribeiro (homonymie), Nunes, Ribeiro et Sanches.
António Nunes Ribeiro Sanches, né en 1699 à Penamacor (Portugal) et mort en 1783 à Paris, est un médecin, philosophe et érudit portugais.
Après avoir étudié à Coimbra et Salamanque, Sanches passa ensuite à Londres. Il se rendit ensuite à Leyde où il compléta sa formation sous la direction de Boerhaave. Il fut du nombre des trois médecins que l’impératrice Anne de Russie demanda à ce dernier de lui recommander en 1731.
Nommé médecin de l’armée russe, il s’y distingua avant de devenir premier médecin de la cour lorsque la révolution de 1742 ayant placé Elizabeth Petrowna sur le trône le priva de son poste. Ayant eu la chance, au milieu des proscriptions quotidiennes dont il était le témoin, d’être autorisé à quitter le pays, il prit, en 1747 le chemin de Paris où il acheva sa vie. Lors de son ascension au trône, la grande Catherine le récompensa de ses services avec une pension de 1 000 roubles, qui fut ponctuellement payée jusqu’à sa mort.
Il a tout de même été l'un des médecins personnels d'Élisabeth, et elle l'a même envoyé au chevet de son ennemi intime Ostermann, atteint d'une crise de goutte, quand il était incarcéré sur son ordre à la forteresse.
Il a donné l’article « vérole » à l’Encyclopédie de Diderot et D’Alembert.

## Source
- Flávio Borda D'Água, "Du Tage à la Neva : Ribeiro Sanches à la cour de Russie", dans Россия и западноевропейское просвещение : сборник научных трудов / Российская национальная библиотека, Петровское историческое общество ; [ответственный редактор: В.Р. Фирсов ; составитель: Н.П. Копанева], Санкт-Петербург : Российская национальная библиотека, 2016, p. 100-111.
- Georges Dulac, Science et politique : les réseaux du Dr António Ribeiro Sanches, Cahiers du Monde russe  (ISSN 1252-6576), 2002, 43/2-3, p. 251-274 (en ligne).
- (en) Hugh James Rose, A New General Biographical Dictionary, t. 11, Londres, B. Fellowes, 1857, p. 443.